# Antoni Prats Calbet
Antoni Prats Calbet   (Eivissa, 1927 - 27 de juliol de 2021)  és un pintor, esportista i escriptor eivissenc.

## Biografia
Cursà estudis primaris a Sa Graduada i el batxillerat a l'Institut d'Ensenyança Mitjana de Dalt Vila. Es dedica al comerç familiar, i la seva inquietud el porta a la creació de la Creu Roja del Mar i activitats educatives a l'escola de vela.
Promou amb pares amb fills discapacitats la creació de l'Associació de Pares de Nins i Adolescents Discapacitats a Eivissa i Formentera, primera associació que té com a finalitat inicial l'escolarització dels infants amb necessitats especials, que en aquell moment no tenien cap opció a les Pitiüses. El 1974, després de llogar al barri de Cas Serres i instal·lar les primeres aules d'educació especial a Eivissa, es va dirigir a la reina Sofia d'Espanya, contacte que va donar l'empenta necessària per a la construcció del Centre de Can Cifre.
Promou juntament amb altres institucions, la creació del Patronat per a la Protecció de la Salut Mental i Benestar Social d'Eivissa i Formentera. Des de l'inici va ser el president de la Comissió de Salut Mental. Va promoure la creació dels Tallers Ocupacionals, dedicats a oferir terapèutica i d'altres activitats als joves i adults discapacitats. Preocupat per la conservació de les tradicions eivissenques, el seu coneixement s'ha vist recollit amb el llibre La pesca d'abans a les Pitiüses, publicat l'any 1997 per la Conselleria de Cultura del Consell Insular d'Eivissa i Formentera.
La mar també és present, entre altres temàtiques, en la seva activitat artística: la pintura. Format en les ensenyances de Narcís Puget i Viñas o del bodeguista Vicente Rincón, el seu desenvolupament artístic és en gran part autodidacte. El Consell Insular d'Eivissa i Formentera el 2004, li concedí la Medalla pel Treball Social. Va rebre la Medalla de Plata de la Creu Roja l'any 1976 per afavorir la creació de Creu Roja del Mar. El 2006 va rebre Premi Ramon Llull.